# Aquila X-1
Aquilla X-1 (ofta förkortat till Aql X-1) är en dubbelstjärna belägen i den norra delen av stjärnbilden Örnen. Den har en skenbar magnitud av ca 15,78 (J) och kräver ett kraftfullt teleskop för att kunna observeras.

## Observation

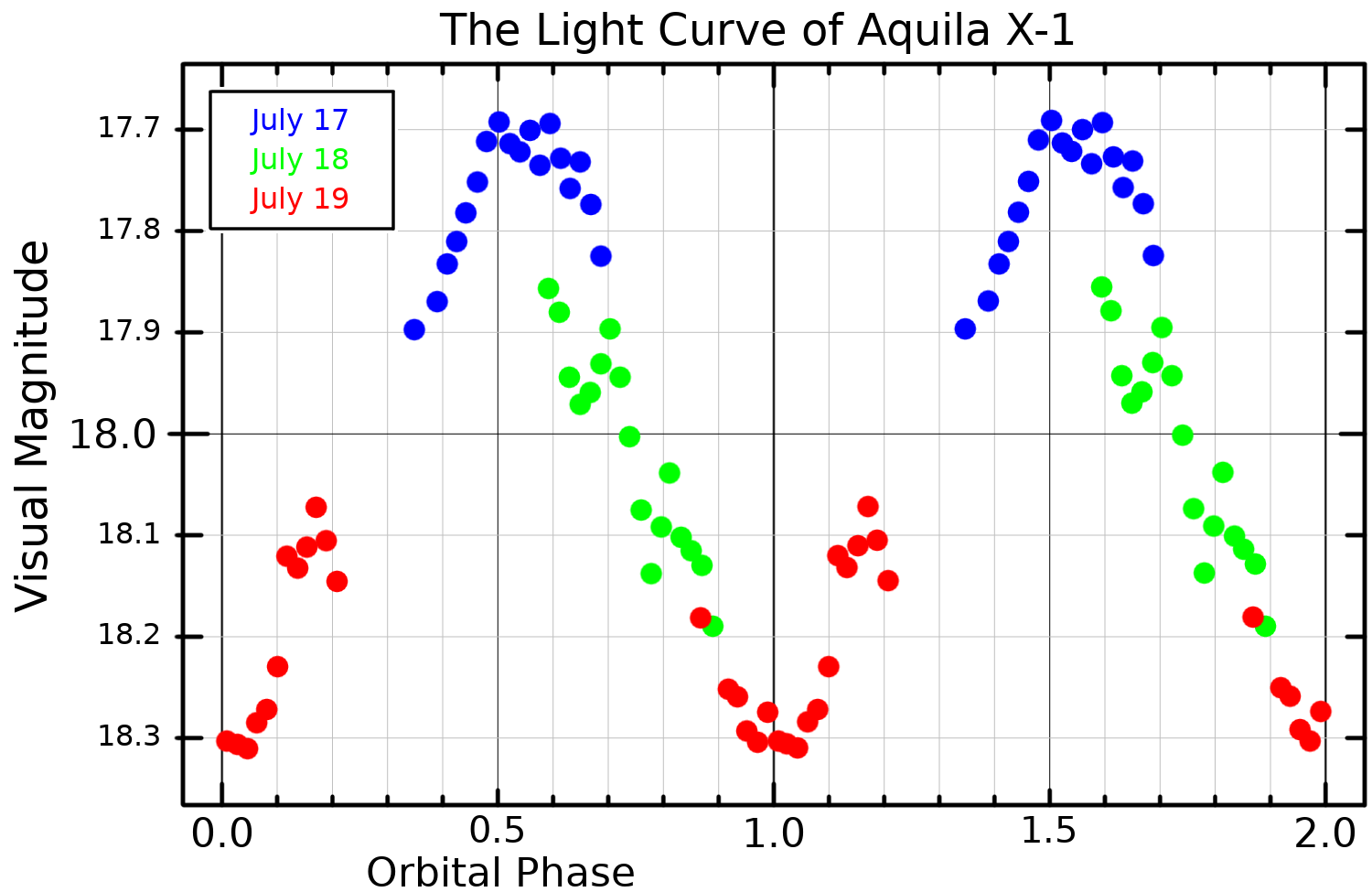
Ljuskurva i visuella bandet för Aquella X-1, plottad från Garcia et al. (1999)

Aquila X-1 är en binär röntgenstrålande stjärna med låg massa (LMXB) och den ljusstarkaste röntgenkällan i stjärnbilden Aquila. Den observerades först av satelliten Vela 5B som upptäckte flera utbrott från stjärnan mellan 1969 och 1976. Dess optiska motsvarighet är variabel, så den fick namnet V1333 Aquilae enligt IAU-standarderna. Systemet är också värd för en neutronstjärna som samlar materia från en huvudseriestjärna av spektraltyp K4. Binärens omloppsperiod är 18,9479 timmar.
Neutronstjärnans strålningsflöde är något varierande på grund av nukleär fusion av det ansamlade heliumet på ytan.